# Aymery de La Châtre
Aymery de La Châtre (né au château de La Châtre en Bourgogne, mort  probablement le  28 mai 1141) est un cardinal français du XIIe siècle. Il est membre de l'ordre des chanoines réguliers du Latran.

## Biographie
Le pape Calixte II le crée cardinal lors du consistoire de décembre 1120. Pour au moins 18 ans, le cardinal de la Châtre  est chancelier de la Sainte-Église, à partir de 1125. Il est aussi bibliothécaire du Vatican de 1125 à 1141.
Le cardinal Aymery de La Châtre participe à l'élection du pape Honoré II en 1124 et de l'élection de 1130, lors de laquelle Innocent II est élu. Le futur saint Bernard de Clairvaux lui dédie son livre Amour de Dieu.